# Hindemith Kabinett
Het Hindemith Kabinett is een museum in Frankfurt am Main. Het werd in 2011 geopend en is gewijd aan de componist, dirigent en musicus Paul Hindemith.
Het museum is gevestigd in de Kuhhirtenturm in het stadsdeel Sachsenhausen, het laatstovergebleven onderdeel van de middeleeuwse vestingwerken. Hindemith woonde in zijn jongere jaren van 1923 tot 1927 zelf in deze toren. Hij componeerde hier enkele belangrijke werken, zoals de opera Cardillac en de cyclus Das Marienleben, met liederen die hij baseerde op gedichten van Rainer Maria Rilke. Later werd de toren gebruikt door de organisatie Haus der Jugend. Hierna maakte het pand deel uit van de stadsvernieuwingsprojecten in de binnenstad en werd het in februari 2011 overgedragen aan de Hindemith-stichting om er het museum in te vestigen.
Er zijn veel originele stukken bewaard gebleven die zijn aangevuld met reproducties, film- en audio-opnames en historische documenten. De presentatie is verdeeld over vijf ruimtes waar dieper wordt ingegaan op het leven en werk van Hindemith. Boven in de toren bevindt zich een kleine concertruimte met plaats voor vijfentwintig personen. Dit is de voormalige muziekkamer van Hindemith, waarvoor hij toen speciaal zijn vleugel naar boven had laten takelen. Hier worden overigens niet alleen werken van Hindemith opgevoerd.